# Phonebloks

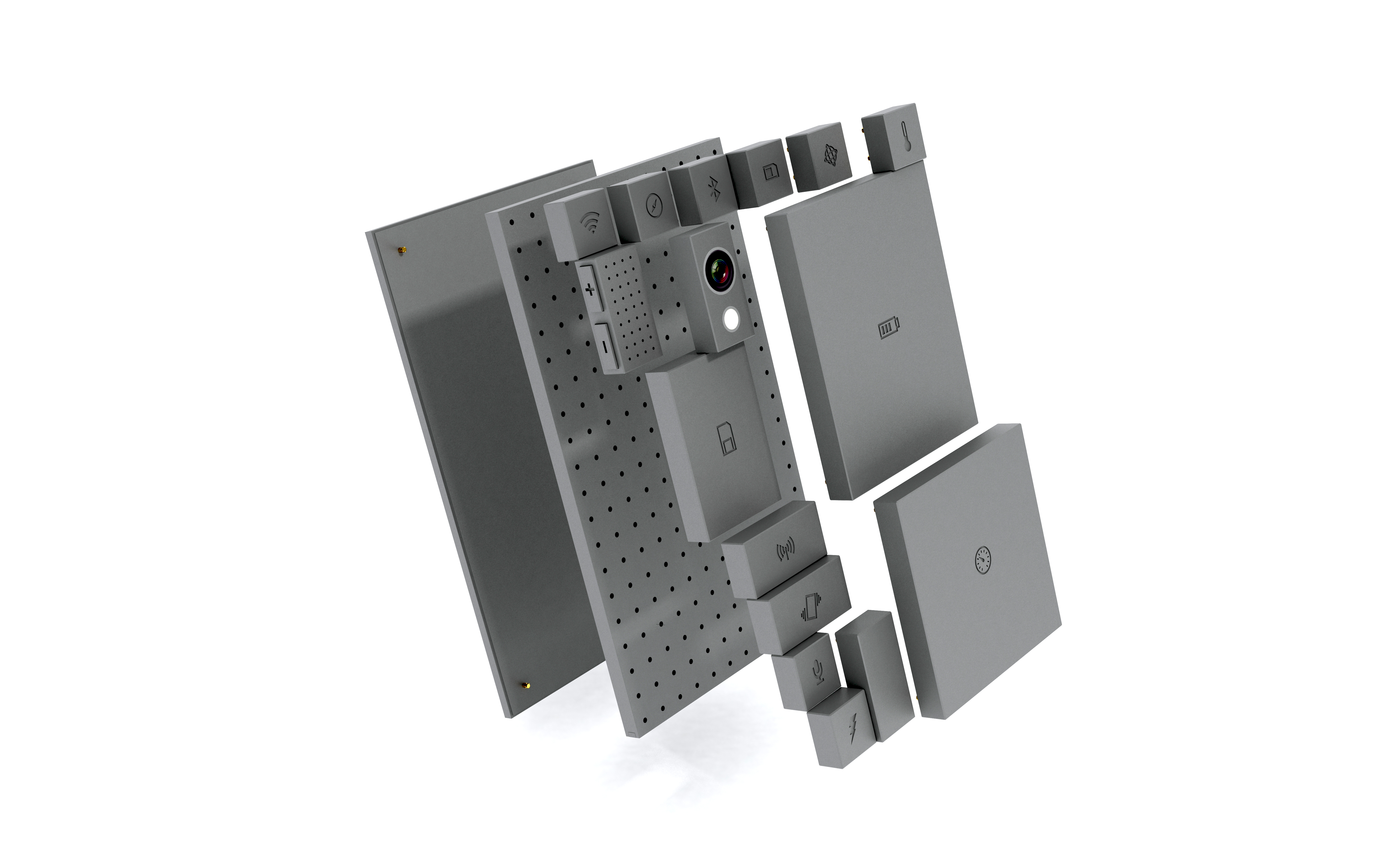
Phonebloks

Phonebloks - концепт модульного смартфона, созданный Дейвом Хаккенсом (Dave Hakkens) из Нидерландов
с целью снижения количества электронных отходов. Это не первая попытка применения модульной конструкции в сотовых телефонах 
, но первый, получивший существенную поддержку общества и имеющий высокую модульность. Присоединив отдельные компоненты (блоки) к основной плате, пользователь может создавать персональный смартфон. Отдельный блок может быть легко заменен при поломке, моральном устаревании или изменении предпочтений пользователя.
Блоки будут продаваться в соответствующих магазинах.

## Концепция
Phonebloks будет состоять из основной платы, на которую можно прикреплять блоки. Каждый блок отвечает за уникальную функцию телефона, как это сделано на персональных компьютерах, в которых ярко выражены основные блоки: видеокарта, звуковая карта, блок питания, процессор, монитор и т.д. В результате, вместо того, чтобы при поломке или устаревании заменять весь телефон, можно просто заменить дефектные или устаревшие блоки. Если пользователь захотел иметь лучшую камеру, ему не придется покупать новый телефон, а будет достаточно заменить блок камеры. В теории это приведет к уменьшению количества выбрасываемых телефонов, мусора.
Смартфоны на основе системы Phonebloks могут продаваться по частям или наборами.

## Освещение в СМИ
Освещение проекта в различных СМИ, таких как CNN, Forbes и Yahoo! News, вызвал значительный ажиотаж в социальных сетях
с более чем 950 000 сторонников по состоянию на февраль 2014 и социальной досягаемости более чем 380 миллионов человек.

## Результат
Хотя многие поддерживают развитие этой концепции, есть и возражения относительно её жизнеспособности.

### Экономическая целесообразность
Создание и выпуск реального устройства потребует огромного количества денег, что отразится на конечной стоимости устройства и сделает смартфон неконкурентным по сравнению с другими предложениями на рынке.

### Технические сложности
Для каждого компонента необходимо делать отдельный разъем и корпус, что приведет к значительному увеличению габаритных размеров, по сравнению с ныне существующими смартфонами.
Также необходимо написать программное обеспечение для поддержки функционирования системы при различных наборах блоков.

### Потенциальное увеличение количества отходов
Критики утверждают, что, будучи примененными на практике, идеи Phonebloks (несмотря на поставленную цель уменьшения количества отходов) могут увеличить накопление электронных отходов. Они утверждают, что при постоянном выпуске новых компонентов пользователь будет заменять их чаще (и соответственно выкидывать старые), чем раз в несколько лет заменит весь смартфон целиком.

## Реализация
После превышения количества сторонников в 900 000 человек на Thunderclap, Хаккенс начал сотрудничать с Motorola и проектом Project Ara.
Хаккенс призывает поучаствовать в создании модульного смартфона, но тем не менее, этот новый проект сталкивается со многими проблемами, присущими модульной конструкции смартфона.